# Melania Grego
Melania Grego (Brescia, 19 giugno 1973) è una pallanuotista italiana che gioca nel ruolo di attaccante.

## Carriera
Ha ottenuto i suoi principali successi con l'Orizzonte Catania, dove ha conquistato sei scudetti e quattro Coppe dei Campioni.
Ha vinto con il Setterosa la medaglia d'oro alle Olimpiadi di Atene 2004 risultando decisiva nella finale per l'oro giocata contro le padrone di casa e vinta per 10 a 9 ai tempi supplementari. Suo il gol decisivo del riscatto delle azzurre che avevano iniziato con difficoltà l'incontro anche a causa di un clima fortemente ostile. Fino a quel momento, a causa di un infortunio alla spalla, la Grego aveva giocato solo una manciata di minuti nell'intera Olimpiade.
Nel 2010 ha allenato le giovanili dell'Acquatic Caserta e dal 2014 quelle del Volturno. Dal 2019 allena il Circolo Villani, dove conquista nel 2025 la promozione in Serie A2.

## Palmarès

### Nazionale
- Olimpiadi

Atene 2004: 
- Mondiali

Perth 1998: 
Fukuoka 2001: 
Barcellona 2003: 
- Coppa del Mondo

Winnipeg 1999: 
- Europei

Prato 1999: 